# Laurentino Cortizo
Laurentino „Nito“ Cortizo Cohen (* 30. ledna 1953 Panamá) je panamský politik, od roku 2019 je 38. prezidentem Panamy.

## Životopis
Cortizo se narodil v Ciudad de Panamá, jeho otcem je přistěhovalec z Galicie ze Španělska. Vystudoval vojenskou akademii Valley Forge v Pensylvánii a Norwich University ve Vermontu. Získal magisterský a doktorský titul v oboru obchodní administrativa a mezinárodní obchod na Texaské univerzitě v Austinu. Poté pracoval pro Organizaci amerických států ve Washingtonu. Do Panamy se vrátil v roce 1985.
V letech 1994–2004 byl poslancem parlamentu Panamy, v letech 2000–2001 byl jeho předsedou. Prezident Martín Torrijos ho v roce 2004 jmenoval ministrem zemědělství. V roce 2006 Cortizo rezignoval na svou funkci na protest proti podmínkám, které USA poskytly jako základ pro dohodu o volném obchodu.
Po rezignaci z funkce ministra pokračoval v nízkém politickém dění.[ujasnit] Dne 7. května 2008 oznámil svou kandidaturu jako uchazeč o prezidentskou funkci v primárních volbách politické strany Partido Revolucionario Democrático, ale skončil na třetím místě. V listopadu 2012 Cortizo oznámil, že se 10. března 2013 nezúčastní jako kandidát v prezidentských primárních volbách a projevil podporu Juanu Carlosovi Navarrovi, který začlenil některé z jeho programových bodů do vládního plánu. Pro další prezidentské volby v roce 2019 byl Cortizo kandidátem strany Partido Revolucionario Democrático zvolen. V prezidentských volbách, které se konaly 5. května 2019, získal 33,27 % hlasů a vyhrál nad bývalým ministrem zahraničí Rómulem Rouxem. Do úřadu prezidenta nastoupil 1. července 2019. Znovu kandidovat již nemůže, takže v úřadu skončí 1. července 2024.